# São Simão de Litém
São Simão de Litém era una freguesia portuguesa del municipio de Pombal, distrito de Leiría.

## Historia
Fue creada en 1835 por segregación de la freguesia de Santiago de Litém.
Fue suprimida el 28 de enero de 2013, en aplicación de una resolución de la Asamblea de la República portuguesa promulgada el 16 de enero de 2013 al unirse con las freguesias de Albergaria dos Doze y Santiago de Litém, formando la nueva freguesia de Santiago e São Simão de Litém e Albergaria dos Doze.